# Nordmarkit
Nordmarkit ist ein plutonisches Gestein, das aus dem Nordamarkitmagma bei Oslo entstand. Nordmarkit zählt zu den Syeniten.
Nordmarkit enthält Kalifeldspat, Mikroklin, wenig Quarz und maximal 10 Prozent Biotit  sowie Alkalipyroxen (Ägirin) und Alkaliamphibol wie Riebeckit oder Arfvedsonit. Die Farbe schwankt zwischen grauviolett und rosa. Im Nordmarkit befinden sich teilweise kleine Titanitkristalle.
Dieser Syenit ist ein Alkalifeldspatsyenit. Seinen Namen erhielt es nach der Landschaft Nordmarka nördlich von Oslo. Nordmarkit entstand aus einem großen Pluton, das sich von Oslo bis zum Mjøsasee erstreckt. Nordmarkit wird häufig in Norddeutschland im Geschiebe aufgefunden und in der Umgebung von Oslo wird dieser Gestein häufig grob behauen als Mauerstein verwendet. Gebrochen wird er unter anderem in Porsgrunn.

## Einzelnachweis
1. ↑  Reinsch: Natursteinkunde. S. 107 (siehe Literatur)